# Бурбан Анатолій Флавіанович
Анатолій Флавіанович Бурбан (нар. 2 лютого 1956) — український науковець, педагог; завідувач кафедри хімії Національного університету «Києво-Могилянська академія», професор, доктор технічних наук.

## Життєпис
Народився 2 лютого 1956 в місті Кременець Тернопільської області. З 1963 по 1970 навчався в середній школі № 1 м. Кременець. В 1970-1973 навчався в середній школі № 9 м. Тернопіль. У 1978 році закінчив Тернопільський державний педагогічний інститут. Диплом з відзнакою за спеціальністю «учитель хімії та біології середньої школи» . 

## Освіта
| 2003 | Національний університет «Києво-Могилянська академія». Атестат доцента кафедри хімії.                                                                                         |
| 1987 | Інститут колоїдної хімії та хімії води імені А. В. Думанського НАН України. Захист кандидатської дисертації на тему «Модифікування дисперсних вуглецевих речовин полімерами». |
| 1985 | Інститут колоїдної хімії та хімії води імені А. В. Думанського НАН України. Аспірантура за спеціальністю «колоїдна хімія».                                                    |
| 1978 | Тернопільський державний педагогічний Інститут. Диплом з відзнакою за спеціальностями «хімія та біологія».                                                                    |

## Досвід професійної діяльності
| 2006 - дотепер | Національний університет «Києво-Могилянська академія». Директор Центру мембранних досліджень. |
| 2002 - дотепер | Національний університет «Києво-Могилянська академія». Завідувач лабораторії екотехнологій при кафедрі хімії Факультету природничих наук. |
| 2000 - дотепер | Національний університет «Києво-Могилянська академія». Спершу старший викладач кафедри хімії. З 2001 року — доцент, а з 2006 року — професор. Протягом чотирьох років — заступник завідувача кафедри хімії, з 2006 до 2024 року — завідувач кафедри хімії. |
| 1998 — 2002    | Національний університет «Києво-Могилянська академія». Центр екологічних досліджень, заступник директора. |
| 1985 — 1998    | Інститут колоїдної хімії та хімії води АН України. Молодший науковий працівник, науковий працівник, старший науковий працівник. |
| 1980 — 1982    | Тернопільський державний педагогічний інститут. Викладач неорганічної хімії. |
| 1979 — 1980    | Служба в збройних силах Радянської армії. |
| 1978 — 1979    | Нововолинська середня школа № 1 (Волинська область). Учитель хімії та біології. |

## Курси, читані в НаУКМА
- «Загальна та неорганічна хімія» (бакалаврська програма)
- «Методи синтезу та модифікування мембранних матеріалів» (магістерська програма)
- «Технології мембранного розділення» (магістерська програма)
- «Теоретичні основи мембранних процесів» (магістерська програма)
- «Мембранні апарати і установки» (магістерська програма)

## Основна тема наукових досліджень
Синтез заряджених та функціональних мембран. Біофункціональні, біосумісні та бактерицидні полімерні мембрани.

## Сфера наукових інтересів
Мембранологія, функціональні полімерні матеріали, нанокомпозити.

## Участь в авторитетних професійних форумах
| 2006 | II Санкт-Петербургская конференция молодых ученых «Современные проблемы науки о полимерах».                                                                      |
| 2006 | Российская конференция с международным участием «Ионный перенос в мембранах».                                                                                    |
| 2006 | XIV (щорічна) міжнародна науково-практична конференція «Екологічні проблеми водного та повітряного басейнів. Утилізація відходів».                               |
| 2005 | ХІІІ міжнародна науково-технічна конференція «Екологія і здоров'я людини. Охорона водного й повітряного басейнів. Утилізація відходів». Алушта, Крим, Україна.   |
| 2004 | Мембраны-2004. Москва, Россия. |
| 2003 | 3-ій міжнародний західноукраїнський симпозіум з адсорбції та хроматографії. Львів, Україна.                                                                      |
| 2003 | ХІ міжнародна науково-технічна конференція «Екологія і здоров'я людини. Охорона водного й повітряного басейнів. Утилізація відходів». Харків–Бердянськ, Україна. |

## Публікації
- Модифікування полісульфонових мембран магнітними наночастинками [Архівовано 28 жовтня 2016 у Wayback Machine.] / Коновалова В. В., Побігай Г. А., Іваненко О. І., Царик С. М., Бурбан А. Ф., Перхун П. І. // Наукові записки НаУКМА. — 2016. — Т. 183: Хімічні науки і технології. — С. 3-7.
- Entrapment modification of the polyacrylamide gel with chitosan polymers for the purposes of surface activation for tissue engineering [Архівовано 28 жовтня 2016 у Wayback Machine.] / D. Bilko, Y. Borodulin, N. Antoniuk, I. Kolesnyk, A. Burban. // Наукові записки НаУКМА. — 2016. — Т. 183: Хімічні науки і технології. — С. 30-36.
- Нові амінокислоти з сульфоновим фрагментом як будівельні блоки для твердофазного пептидного синтезу [Архівовано 28 жовтня 2016 у Wayback Machine.] / Михальонок Я. С., Придьма С. О., Жалніна Г. Г., Момот Л. М., Бурбан А. Ф. // Наукові записки НаУКМА. — 2016. — Т. 183: Хімічні науки і технології. — С. 18-26.
- Ультрафільтрація водорозчинних полімерів на магнітоактивних мембранах [Архівовано 28 жовтня 2016 у Wayback Machine.] / Коновалова В. В., Бурбан А. Ф., Іваненко О. І., Перхун П. І. // Наукові записки НаУКМА. — 2015. — Т. 170: Хімічні науки і технології. — С. 3-8.
- рН-чутливі мікрокапсули на основі натрійальгінату, модифікованого L-аспарагіновою та L-глутаміновою кислотами [Архівовано 28 жовтня 2016 у Wayback Machine.] / Колесник І. С., Бородулін Ю. В., Антонюк Н. Г., Бурбан А. Ф. // Наукові записки НаУКМА. — 2015. — Т. 170: Хімічні науки і технології. — С. 9-15.
- Паршин О. С. Методи отримання високогідрофобних та супергідрофобних полімерних мембран для процесу мембранної дистиляції [Архівовано 28 жовтня 2016 у Wayback Machine.] / Паршин О. С., Бурбан А. Ф., Вакулюк П. В. // Наукові записки НаУКМА. — 2015. — Т. 170: Хімічні науки і технології. — С. 16-24.
- Гідрофільно-гідрофобні кополімери як основа для формування придатних до фотомодифікації мембран [Архівовано 28 жовтня 2016 у Wayback Machine.] / Момот Л. М., Вретік Л. О., Ніколаєва О. А., Подвисоцька Т. С., Бурбан А. Ф. // Наукові записки НаУКМА. — 2015. — Т. 170: Хімічні науки і технології. — С. 25-33.
- Альгінатні мікрокапсули, модифіковані поліелектролітними комплексами на основі заряджених полісахаридів [Архівовано 28 жовтня 2016 у Wayback Machine.] / Колесник І. С., Ворон О. О., Білько Д. І., Антонюк Н. Г., Бурбан А. Ф. // Наукові записки НаУКМА. — 2014. — Т. 157: Хімічні науки і технології. — С. 8-15.
- Бурбан А. Ф. Мембранна дистиляція в процесах водо підготовки, знесолення та очищення стічних вод [Архівовано 28 жовтня 2016 у Wayback Machine.] // Наукові записки НаУКМА. — 2014. — Т. 157: Хімічні науки і технології. — С. 15-24.
- Модифікування поверхні поліакрилонітрильних мембран уф-ініційованою прищепленою полімеризацією функціональних мономерів [Архівовано 28 жовтня 2016 у Wayback Machine.] / Потворова Н. В., Вакулюк П. В., Юхименко Н. М., Бурбан А. Ф. // Наукові записки НаУКМА. - 2014. - Т. 157 : Хімічні науки і технології. - С. 25-30.
- Виготовлення гідрофобних мембран на основі похідних полібутилметакрилату, модифікованих уф-опроміненням, та дослідження їх властивостей [Архівовано 28 жовтня 2016 у Wayback Machine.] / Момот Л. М., Михальонок Я. С., Вретік Л. О., Ніколаєва О. А., Бурбан А. Ф. // Наукові записки НаУКМА. — 2014. — Т. 157: Хімічні науки і технології. — С. 31-38.
- Отримання флуоровмісних мембран для очистки шахтних вод методом мембранної дистиляції [Архівовано 28 жовтня 2016 у Wayback Machine.] / Вакулюк П. В., Петрук В. В., Філатова Д. М., Сергійчук С. А., Бурбан А. Ф. // Наукові записки НаУКМА. — 2014. — Т. 157: Хімічні науки і технології. — С. 38-42.
- Поверхневе модифікування полісульфонових ультрофільтраційних мембран катіонними біанкетними сполуками [Архівовано 28 жовтня 2016 у Wayback Machine.] / В. З. Босак, А. Ф. Бурбан, П. В. Вакулюк, М. Т. Брик, М. Я. Вортман, Н. С. Клименко, Н. В. Протасова, В. В. Шевченко // Наукові записки НаУКМА. — 2006. — Том 55: Хімічні науки і технології. — С. 8-11.
- Модифікування поліетилентерфталатних мембран блочними катіоноактивними олігометрами [Архівовано 28 жовтня 2016 у Wayback Machine.] / П. В. Вакулюк, М. Я. Вортман, А. Ф. Бурбан, Н. С. Клименко, В. В. Шевченко, М. Т. Брик // Наукові записки НаУКМА. — 2006. — Том 55: Хімічні науки і технології. — С. 11-15.
- Побігай Ганна Андріївна. Іммобілізація налідиксової кислоти на ультрафільтраційних целюлозних мембранах [Архівовано 28 жовтня 2016 у Wayback Machine.] / Г. А. Побігай, О. О. Чикета, А. Ф. Бурбан // Наукові записки НаУКМА. — 2006. — Том 55: Хімічні науки і технології. — С. 15-19.
- Модифікація ацетатцелюлозних мембран полігексаметиленгуанідинхлоридом та їх властивості [Архівовано 28 жовтня 2016 у Wayback Machine.] / Г. А. Побігай, В. В. Коновалова, А. Ф. Бурбан, М. Т. Брик, Л. М. Солодка // Наукові записки НаУКМА. — 2005. — Т. 42: Хімічні науки і технології. — С. 8-14.
- Синтез йоногенних аміновмісних оліго- і поліетерів та використання їх для модифікування мембран [Архівовано 15 листопада 2017 у Wayback Machine.] / М. Я. Вортман, Н. С. Клименко, В. В. Шевченко, П. В. Вакулюк, А. Ф. Бурбан, М. Т. Брик // Наукові записки НаУКМА. — 2004. — Том 28: Хімічні науки і технології. — С. 3-9.
- Визначення продуктивності трекових мембран, модифікованих олігомерними біанкерними сполуками за допомогою математичного моделювання [Архівовано 15 листопада 2017 у Wayback Machine.] / П. В. Вакулюк, В. І. Лаврик, А. Ф. Бурбан, М. Т. Брик // Наукові записки НаУКМА. — 2004. — Том 28: Хімічні науки і технології. — С. 9-14.

## Патенти
- Гуанідинвмісний аддукт як бактерицидна речовина / Вортман М. Я., Вакулюк П. В., Завгородня О. Є., Фуртат І. М., Бурбан А. Ф., Клименко Н. С., Брик М. Т., Шевченко В. В. // Патент України № 20031211457; заявл. 12.12.2003; опубл. 15.09.2004; Бюл. № 9, 2004.
- Cпосіб отримання поліакриламідного гідрогелевого носія медичного призначення [2]

## Відзнаки та нагороди
| 2022 |  |  | заслужений діяч науки і техніки України (30 вересня 2022) |
| 2005 |  |  | Почесна грамота Київського міського Голови.               |
| 2004 |  |  | Подяка від імені Президента НаУКМА.                       |
| 2003 |  |  | Подяка від імені Президента НаУКМА.                       |